# Salvatore Gallo Poggi
Salvatore Gallo Poggi (Catania, 1º giugno 1875 – Catania, 2 febbraio 1968) è stato un avvocato e politico italiano.

## Biografia
Separatista, padre di Concetto Gallo, fu un noto civilista, amico di Giovanni Verga e di Federico De Roberto.
Con l'avvocato penalista Antonino Varvaro, di Partinico, il professore universitario Antonio Canepa, il figlio Concetto – uno dei capi del tentativo di insurrezione armata –, e Guglielmo Paternò Castello dei duchi di Carcaci, fu tra i fondatori del Movimento Indipendentista Siciliano.
Fu sindaco di Catania dal 23 settembre 1950 al 4 dicembre 1952.